# Setiu (Asien)
Setiu ist die altägyptische Bezeichnung der Wüsten- und Wüstenrandbewohner. Neben den nubischen Setiu fand dieser Begriff auch Anwendung auf die Bewohner der Gebiete Retjenus und der Sinai-Halbinsel, Region der so genannten Setjet-Länder. 
Die asiatischen Setiu sind von den Sandbeduinen, den Sesepeni, zu unterscheiden, da sie nicht ausschließlich in den Wüstengebieten lebten. Außerdem zählten sie zwar zu den Stämmen der Aamu, bewohnten jedoch nicht die Bergregionen.
In der Geschichte von Sinuhe werden die asiatischen Setiu als gefährliche und bewaffnete Gruppenverbände beschrieben, die gegen die Städte der Bergregionen kämpften. Sie galten als gute Bogenschützen.